# 大西祥世
大西 祥世（おおにし さちよ、1974年 - ）は、日本の法学者。法学博士（法政大学）。
専門は憲法。立命館大学法学部法学科教授。元内閣府事務官。

## 略歴・人物
1992年に青山学院大学法学部に入学。1998年に法政大学大学院社会科学研究科 法律学専攻 博士前期課程を修了。2005年、法政大学大学院社会科学研究科 法律学専攻 博士後期課程を修了し、同年に議員政策担当秘書の資格を取得。
その後は、財団法人地方自治総合研究所特別研究員や参議員である江田五月議長の政策担当秘書などを務め、2011年には内閣府政策調査員、翌年には内閣府事務官となる。
2014年から、立命館大学法学部法学科教授。2018年、客員研究員として米ジョージタウン大学ローセンターへと赴く。

## 社会的活動
過去に、国連「女性のエンパワメント原則（WEPs）」リーダーシップグループ（アカデミア）、内閣府「民間企業における調達を活用したワーク・ライフ・バランス等推進の加速に関する調査研究」企画委員会などに所属。
現在は、大阪府「個人情報保護審議会」委員、滋賀県「公文書管理・情報公開・個人情報審議会」委員、「令和国民会議（令和臨調）」会員（第1部会委員）などを務める。

## 著作等

### 単著
- 『女性と憲法の構造』（信山社出版、2006年）
- 『参議員と議院内閣制』（立命館大学法学叢書、2017年）

### 共著
- 『ドメスティック・バイオレンスと裁判ー日本の実践』（大学図書、2001年）
- 『比較判例ジェンダー法』（信山社出版、2007年）
- 『男女平等参画社会へ 女性のエンパワメントと自治体』（公人社、2009年）
- 『東アジアのCSRー国連グローバル・コンパクトの新たなチャレンジ』（法政大学出版局、2011年）
- 『18歳から考える人権』（法律文化社、2015年）
- 『憲法問題のソリューション』（日本評論社、2021年）
- 『憲法演習サブノート210問』（弘文堂、2021年）

## 専門分野
- 憲法
- ジェンダーと法・政策

## 受賞歴
- ジェンダー法学会「第1回西尾学術奨励賞」（2006年）